# Winter-Universiade 1962/Eishockey
Bei der Winter-Universiade 1962 wurde ein Männerturnier im Eishockey ausgetragen.

## Bilanz

### Medaillenspiegel
| Platz  | Land             | Gold | Silber | Bronze | Gesamt |
| ------ | ---------------- | ---- | ------ | ------ | ------ |
| 1      | Tschechoslowakei | 1    | –      | –      | 1      |
| 2      | Sowjetunion      | –    | 1      | –      | 1      |
| 3      | Schweden         | –    | –      | 1      | 1      |
| Gesamt | Gesamt           | 1    | 1      | 1      | 3      |

### Medaillengewinner
| Disziplin | Gold | Silber | Bronze |
| --------- | --- | --- | --- |
| Männer    | TschechoslowakeiVladimír Nadrchal Jozef Homolka Petr Lindauer František Mašlaň Petr Vajan Karel Metelka Július Černický Ivan Grandtner Josef Hřebík Stanislav Neveselý Václav Pantůček František Ševčík Pavel Volek Pavol Michalec Jan Sobotkiewicz | SowjetunionJuri Jefimow Waleri Dijanow Wiktor Mossjagin Iwan Gurlow Gennadi Adrianow German Grigorjew Walentin Kosin Jewgeni Dubrowin Georgi Judin Gennadi Kokorin Gennadi Kokutin Juri Plechanow Anatoli Bogdanow Gennadi Toptschi Michail Rschewzew | SchwedenLennart Gustafsson Per-Anders Örtendahl Christer Thorsell Wester Ingvar Ejeros Erland Nordqvist Fehrm Karl-Sören Hedlund Kent Söderlind Olle Stenar Hansson Liliequist Sven Crabo |

## Ergebnisse
| 6. März 1962 21:00 Uhr | Schweiz P. Messerli (34.) P. Messerli (44.) | 2:9 (0:2, 1:6, 1:1) | Schweden E. Nordqvist (2.) E. Nordqvist (18.) Söderlund (21.) Fehrm (22.) O. Stenar (27.) I. Ejeros (30.) Fehrm (31.) E. Nordqvist (33.) K. Thorsell (56.) | Patinoire de Villars, Villars-sur-Ollon |

| 7. März 1962 | Schweden | 0:5 (0:2, 0:1, 0:2) | Sowjetunion G. Kokorin (19.) G. Judin (20.) G. Grigorjew (27.) G. Kokorin (50.) G. Judin (54.) | Patinoire de Villars, Villars-sur-Ollon Zuschauer: 300 |

| 7. März 1962 | Schweiz M. Rüegg (6:15) | 1:12 (1:4, 0:4, 0:4) | Tschechoslowakei I. Grandtner (0:25) V. Pantůček (7:05) F. Mašláň (15:50) J. Černický (16:30) P. Michalec (21:1O) F. Ševčík (22:20) P. Volek (34:50) P. Michalec (37:10) I. Grandtner (45:20) J. Hřebík (49:10) J. Černický (51:50) V. Pantůček (59:35) | Patinoire de Villars, Villars-sur-Ollon |

| 10. März 1962 | Schweden E. Nordqvist (53.) | 1:11 (0:6, 0:1, 1:4) | Tschechoslowakei F. Ševčík (2.) V.Pantůček (5.) F. Mašláň (6.) P. Michalec (6). V. Pantůček (9.) S. Neveselý (18.) K. Metelka (28.) J. Černický (41.) J. Homolka (45.) S. Neveselý (51.) P. Michalec (59.) | Patinoire de Villars, Villars-sur-Ollon |

| 10. März 1962 | Schweiz P. Messerli (13.) | 1:9 (0:3, 0:3, 1:3) | Sowjetunion G. Andrijanow (3:45) Galli (Eigentor) (11:35) M. Rschewzew (18:35) J. Plechanow (21:30) W. Mossjagin (27:30) Е. Dubrowin (34.) M. Rschewzew (42:30) W. Mossjagin (51:45) J. Plechanow (17.) | Patinoire de Villars, Villars-sur-Ollon |

| 11. März 1962 | Tschechoslowakei J. Černický (26:15) I. Grandtner (28:00) V. Pantůček (34:00) | 3:1 (0:0, 3:1, 0:0) | Sowjetunion W. Mossjagin (38:55) | Patinoire de Villars, Villars-sur-Ollon Zuschauer: 3.000 |

| Rang | Nation           | Sp. | S | U | N | Tore  | Pkt. |
| ---- | ---------------- | --- | - | - | - | ----- | ---- |
| 1    | Tschechoslowakei | 3   | 3 | 0 | 0 | 26:3  | 6    |
| 2    | Sowjetunion      | 3   | 2 | 0 | 1 | 15:4  | 4    |
| 3    | Schweden         | 3   | 1 | 0 | 2 | 10:16 | 2    |
| 4    | Schweiz          | 3   | 0 | 0 | 3 | 4:30  | 0    |